# 물골역
물골역(-驛)은 라선시 선봉구역에 있는 함북선의 철도역이다. 본 역에서 두만강역까지 가는 두만강선이 분기한다.